# Orchidlands Estates
Orchidlands Estates és una concentració de població designada pel cens dels Estats Units a l'estat de Hawaii. Segons el cens del 2000 tenia 1.731 habitants.

## Demografia
Segons el cens del 2000, Orchidlands Estates tenia 1.731 habitants, 587 habitatges, i 414 famílies La densitat de població era de 70,39 habitants per km².
Dels 587 habitatges en un 40,5% hi vivien nens de menys de 18 anys, en un 49,9% hi vivien parelles casades, en un 13,5% dones solteres, i en un 29,5% no eren unitats familiars. En el 22,7% dels habitatges hi vivien persones soles el 2,9% de les quals corresponia a persones de 65 anys o més que vivien soles. El nombre mitjà de persones vivint en cada habitatge era de 2,95 i el nombre mitjà de persones que vivien en cada família era de 3,49.
Per edats la població es repartia de la següent manera: un 32,1% tenia menys de 18 anys, un 8,7% entre 18 i 24, un 26,1% entre 25 i 44, un 25,8% de 45 a 64 i un 7,3% 65 anys o més.
L'edat mediana era de 34,6 anys. Per cada 100 dones hi havia 115,03 homes. Per cada 100 dones de 18 o més anys hi havia 108,33 homes.
La renda mediana per habitatge era de 27.083 $ i la renda mediana per família de 31.290 $. Els homes tenien una renda mediana de 32.045 $ mentre que les dones 24.188 $. La renda per capita de la població era de 13.748 $. Aproximadament el 24,1% de les famílies i el 27,6% de la població estaven per davall del llindar de pobresa.

## Poblacions més properes
El següent diagrama mostra les poblacions més properes.